# 有限司法管轄權
有限司法管轄權（英語：limited jurisdiction）指法庭僅對特定類型的案件（例如破產、家事案件）具有司法管轄權。
與一般司法管轄權不同，具有有限司法管轄權的法庭的權限由法規及其他權威授予。
在美國的州法院體系內，有限司法管轄權法院有多種類型。各州的有限司法管轄權法院體系差異甚大。大多數具有有限司法管轄權的州法院審理刑事、遺囑認證、青少年犯罪及家庭關係案件。